# Бешов, Иван
Иван Бешов (англ. Ivan Beshoff) (1885, Херсонская губерния, Российская империя — 25 октября 1987, Дублин, Ирландия) — участник восстания на броненосце «Князь Потёмкин-Таврический», основатель сети закусочных Beshoffs в Ирландии.

## Биография
Точная дата рождения неизвестна: сам Иван Бешов утверждал, что родился в 1882 году, однако в сохранившейся метрике стоит 1885 год. Из-за этого встречается и два варианта возраста, в котором Бешов умер: 102 или 104 года.
Родился Бешов в местечке в 5 км от Одессы в Херсонской губернии Российской империи в семье судьи.
После участия в восстании на броненосце «Князь Потёмкин-Таврический» в 1905 году отказался возвращаться в Россию и остался в Румынии, властям которой сдался мятежный броненосец. В 1906 году по поддельным документам выехал в Турцию, откуда дальше проследовал в Великобританию и Ирландию, направляясь к сестре в США.

### Жизнь в Ирландии
Однако в Ирландии его задержали по подозрению в шпионаже и посадили в тюрьму. После выхода из тюрьмы решил остаться в Ирландии и начал работать в компании Russian Oil Products. Однако вскоре компания разорилась, и в 1922 году Бешов решил открыть собственную закусочную в Дублине, которая положила начало целой сети закусочных fish‘n‘chips.
Иван был женат и имел в Ирландии детей. Его внук Джон Бешофф утверждает, что дед трижды побывал в Советском Союзе, прожил от 104 до 106 лет (в зависимости от того, какой год рождения считать правильным) и, хоть и отошёл от дел в 82 года, до конца жизни оставался активен.
Сейчас Beshoffs — одна из наиболее известных сетей рыбных ресторанов в Дублине.
Скончался Иван Бешов в Дублине 25 октября 1987 года, прожив более ста лет.